# Therblig
Therblig é um conjunto de movimentos fundamentais necessários para o trabalhador executar operações em tarefas manuais. Consiste de 17 elementos, cada descrevendo uma atividade padronizada.
Eis a lista completa:
| Nome do Therblig  | Símbolo |
| ----------------- | ------- |
| Buscar            | Sh      |
| Selecionar        | St      |
| Agarrar           | G       |
| Alcançar          | TE      |
| Mover             | TL      |
| Segurar           | H       |
| Soltar            | RL      |
| Posicionar        | P       |
| Pré-posicionar    | PP      |
| Inspecionar       | I       |
| Montar            | A       |
| Desmontar         | DA      |
| Usar              | U       |
| Demora Evitável   | AD      |
| Demora Inevitável | UD      |
| Planejar          | Pn      |
| Descansar         | R       |

Os 18 therbligs.

O therblig é usado no estudo da economia do movimento na área de trabalho. Uma tarefa na área de trabalho é analisada pelo registro de cada uma das unidades de therblig usadas no processo, com os resultados otimiza-se o labor manual pela eliminação de movimentos desnecessários.
A palavra therblig é o reverso da palavra Gilbreth, com o 'th' tratado como uma letra. 
Foi criação do psicólogo industrial americano Frank Bunker Gilbreth e sua esposa Lillian que inventaram o campo da análise de tempos e movimentos.

## Referência
- Gilbreth, Frank Jr., and Ernestine Gilbreth Carey, 1948. Cheaper by the Dozen. ISBN 0-06-008460-X